# U-606
Unterseeboot 606 foi um submarino alemão do Tipo VIIC, pertencente a Kriegsmarine que atuou durante a Segunda Guerra Mundial.
O U-606 esteve em operação entre os anos de 1942 e 1943, realizando neste período 3 patrulhas de guerra, nas quais afundou três navios aliados e danificou outros dois num total de 42452 toneladas de arqueação.
Foi afundado  por cargas de profundidade no dia 22 de fevereiro de 1943, causando a morte de 36 de seus 47 tripulantes.

## Comandantes
| Comandante                   | Data                                            |
| ---------------------------- | ----------------------------------------------- |
| Oblt. Hans Klatt             | 22 de janeiro de 1942 - 1 de outubro de 1942    |
| Kptlt. Dietrich von der Esch | 14 de setembro de 1942 - 26 de setembro de 1942 |
| Oblt. Hans-Heinrich Döhler   | 2 de outubro de 1942 - 22 de fevereiro de 1943  |

## Subordinação
Durante o seu tempo de serviço, esteve subordinado às seguintes flotilhas:
| Período                                         | Flotilha                                   |
| ----------------------------------------------- | ------------------------------------------ |
| 22 de janeiro de 1942 - 31 de agosto de 1942    | 5. Unterseebootsflottille (treinamento)    |
| 1 de setembro de 1942 - 31 de outubro de 1942   | 11. Unterseebootsflottille (serviço ativo) |
| 1 de novembro de 1942 - 22 de fevereiro de 1943 | 9. Unterseebootsflottille (serviço ativo)  |

## Operações conjuntas de ataque
O U-606 participou das seguinte operações de ataque combinado durante a sua carreira:
- Rudeltaktik Puma (26 de outubro de 1942 - 29 de outubro de 1942)
- Rudeltaktik Natter (30 de outubro de 1942 - 8 de novembro de 1942)
- Rudeltaktik Kreuzotter (8 de novembro de 1942 - 24 de novembro de 1942)
- Rudeltaktik Falke (8 de janeiro de 1943 - 19 de janeiro de 1943)
- Rudeltaktik Haudegen (19 de janeiro de 1943 - 15 de fevereiro de 1943)

## Coordenadas
1. ↑  em posição 47° 44' N 33° 43' O